# Young’s Literal Translation
Young’s Literal Translation (z ang., tłum. Dosłowne Tłumaczenie Younga) – protestancki przekład Pisma Świętego na język angielski dokonany przez Roberta Younga, autora słynnej Analitycznej konkordancji biblijnej do Biblii króla Jakuba oraz Zwięzłych komentarzy krytycznych do Nowego Testamentu.

## Historia wydań
Cała Biblia ukazała się w 1862 r. W 1887 Young opracował wydanie zrewidowane, zaś po jego śmierci w 1898 r. wydano nową rewizję.

## Charakterystyka
Young’s Literal Translation jest nietypowym przekładem Biblii, jak sama nazwa wskazuje, dosłownie oddającym oryginalny tekst hebrajski oraz grecki. W przedmowie do wydania drugiego czytamy:

Jeżeli tłumaczenie oddaje w czasie teraźniejszym to, co w oryginale występuje w czasie przeszłym, lub w czasie przeszłym to, co w oryginale jest w czasie teraźniejszym, albo zastępując czas perfect czasem przyszłym, bądź też czas przyszły czasem perfect [...] bądź czasownik rzeczownikiem, czy też rzeczownik czasownikiem, wówczas jasne się staje, że werbalne natchnienie zostaje tak mocno zatarte, jak gdyby w ogóle przestało istnieć. SŁOWO BOŻE ZOSTAJE UNIEWAŻNIONE PRZEZ TRADYCJE LUDZKIE.

Podobnie, jak wielu protestantów, Young wierzył w werbalne natchnienie Biblii. Tłumaczy to m.in. fakt zastosowania czasu teraźniejszego wszędzie tam, gdzie oryginał go używa, np. w narracji, podczas gdy w tradycyjnych przekładach występuje czas przeszły.

## Przykłady rozwiązań
Ekstremalna dosłowność przekładu jest zauważalna już od pierwszego rozdziału Biblii. Zamiast tradycyjnego „Na początku stworzył Bóg niebo i ziemię...” czytamy: „Na początku Bożych przygotowań niebios i ziemi...”. Innym przykładem nietypowego rozwiązania tego przekładu jest oddanie hebrajskiego słowa olam i greckiego αἰών. Słowa te i pochodzące od nich wyrażenia zostały oddane w Biblii Younga odpowiednio jako „wiek” (ang. age), bądź „przez wieki” (ang. age-during). Inne Biblie używają zazwyczaj słów eternality, eternal, everlasting, forever, które jakkolwiek znaczą to samo, nie mają pokrewieństwa etymologicznego ze słowem wiek, które użyte zostało w oryginale. Dlatego też w Ewangelii Jana 3:16 czytamy, iż każdy wierzący w Jezusa „może mieć życie przez wieki”.